# Андреев, Анатолий Михайлович
Анато́лий Миха́йлович Андре́ев (15 июля 1922 — 4 октября 1968) — советский офицер-танкист, участник Великой Отечественной войны, командир тяжёлого танка 13-го гвардейского отдельного тяжёлого танкового Уманского полка 4-й гвардейской танковой армии 1-го Украинского фронта, гвардии лейтенант.
Герой Советского Союза (10.04.1945), капитан.

## Биография
Родился 15 июля 1922 года в Иркутской губернии в семье рабочего. По национальности русский. Член ВКП(б) с 1951 года. Получив начальное образование в городе Бузулук ныне Оренбургской области работал прицепщиком на тракторе.
В Красной Армии с октября 1941 года. Прошёл обучение в Ульяновском танковом училище.
На фронтах Великой Отечественной войны с мая 1944 года. Командир тяжёлого танка гвардии лейтенант Андреев особо отличился в январе 1945 года в боях на территории современной Польши. Экипаж танка с десантом автоматчиков с 22 по 27 января 1945 года уничтожил несколько десятков фашистов, БТР, захватил большое количество военных трофеев.
Указом Президиума Верховного Совета СССР от 10 апреля 1945 года

за образцовое выполнение боевых заданий Командования на фронте борьбы с немецкими захватчиками и проявленные при этом отвагу и геройство

лейтенанту Андрееву Анатолию Михайловичу присвоено звание Героя Советского Союза с вручением ордена Ленина и медали «Золотая Звезда» (№ 7187).
После войны капитан Андреев в запасе. Жил и работал в городе Орске Оренбургской области. Скончался 4 октября 1968 года, похоронен на Первомайском кладбище Орска.

## Награды
- Медаль «Золотая Звезда» Героя Советского Союза (№ 7187)
- Орден Ленина
- Орден Красного Знамени
- Медали, в том числе:
  - Медаль «За Победу над Германией в Великой Отечественной войне 1941—1945 гг.»
  - Юбилейная медаль «Двадцать лет Победы в Великой Отечественной войне 1941—1945 гг.»

## Память
- Именем Анатолия Андреева названа в 1975 году названа улица в Орске[4].